# De Nozem en de non (singel)
De nozem en de non (Metronome J 694) är Cornelis Vreeswijks första nederländska singel släppt 1966. Den släpptes i två olika versioner, där låten på B-sidan var lätt varierade, samt med olika omslag.
- A-Sida

1. "De nozem en de non"

- B-Sida

1. "Waar gaan wij naar toe na onze dood"